# Daniels (Virgínia de l'Oest)
Daniels és una concentració de població designada pel cens dels Estats Units a l'estat de Virgínia de l'Oest. Segons el cens del 2000 tenia 1.846 habitants.

## Demografia
Segons el cens del 2000, Daniels tenia 1.846 habitants, 818 habitatges, i 525 famílies. La densitat de població era de 152,6 habitants per km².
Dels 818 habitatges en un 23,7% hi vivien nens de menys de 18 anys, en un 53,3% hi vivien parelles casades, en un 8,3% dones solteres, i en un 35,7% no eren unitats familiars. En el 32,4% dels habitatges hi vivien persones soles el 19,6% de les quals corresponia a persones de 65 anys o més que vivien soles. El nombre mitjà de persones vivint en cada habitatge era de 2,17 i el nombre mitjà de persones que vivien en cada família era de 2,7.
Per edats la població es repartia de la següent manera: un 18,9% tenia menys de 18 anys, un 7,5% entre 18 i 24, un 25,4% entre 25 i 44, un 23,6% de 45 a 60 i un 24,7% 65 anys o més.
L'edat mediana era de 43 anys. Per cada 100 dones de 18 o més anys hi havia 76,4 homes.
La renda mediana per habitatge era de 27.955 $ i la renda mediana per família de 40.125 $. Els homes tenien una renda mediana de 29.519 $ mentre que les dones 20.000 $. La renda per capita de la població era de 22.266 $. Entorn de l'11,6% de les famílies i el 12,4% de la població estaven per davall del llindar de pobresa.

## Poblacions properes
El següent diagrama mostra les poblacions més properes.